# Casimiro Giralt
Casimiro Giralt Bullich (Barcelona, 23 de julio de 1883-Barcelona, 1957) fue un dramaturgo, novelista, abogado y político español.

## Biografía
Nació el 23 de julio de 1883 en la calle del Consulado de Mar de Barcelona; era hijo del ebanista Faust Giralt i Macaya (1861-1928), natural de Barcelona, y de Teresa Bullich i Pavà (1861-1933), natural de Isona.
Comenzó su carrera política militando en el Centro Nacionalista Republicano y después pasó al Partido Republicano Radical, del que fue uno de los dirigentes más destacados. Desde 1931 fue teniente de alcalde de la minoría radical en el Ayuntamiento de Barcelona. Fue redactor del diario El Poble Català y vocal a la Junta de los Museos.
Cultivó tanto el teatro declamado como el musical, estrenando obras en lengua catalana y en lengua castellana. Destaca su labor como adaptador de más de una decena de operetas austrohúngaras al castellano, con títulos como La princesa de la Czarda de Leo Stein y Bela Jenbach (música de Emmerich Kálmán), La rosa de Stambul de Julius Brammer y Alfred Grünwald (música de Leo Fall), La condesa de Montmartre de Leopold Jacobson y Robert Bodanzky (música de Robert Stolz) o El pierrot negro de Fritz Löhner (música de Karl Hajos).

## Producción literaria
Teatro
- La barcelonina (estrenada en 1911), comedia en 3 actos. En colaboración con Ramón Campmany.
- Boi el meravellós (estrenado en 1917), drama en 1 acto. Inspirado en un cuento de Oscar Wilde
- La maja de los lunares (estrenada en 1920), opereta en 2 actos. En colaboración con Lluís Capdevila (música de Fernando Obradors)
- Los mosqueteros del rey (estrenada en 1923), zarzuela en 2 actos. En colaboración con Lluís Capdevila (música de Fernando Obradors)
- El ídolo de carne (publicado en 1932), drama en 3 actos. En colaboración con Lluís Capdevila

Narrativa
- Aiguaforts, novela
- L'Obra d'en Joan Caillol, novela